# Cinnyris notatus
La nettarinia marcata (Cinnyris notatus (Statius Müller, 1776)) è un uccello della famiglia Nectariniidae.

## Distribuzione e habitat
L'areale di questa specie comprende il Madagascar e le isole Comore e Mayotte.